# マーク・ハインズリー
マーク・ヒューバート・ハインズリー（Mark Hubert Hindsley、1905年10月18日 - 1999年10月1日）はアメリカ合衆国の指揮者、編曲家。

## 来歴
1925年にインディアナ大学を卒業し、1929年まで同大学のバンド指導者と音楽講師を務めた後、1934年までオハイオ州クリーヴランド・ハイツ（en:Cleveland Heights）の器楽の指導者として高校の吹奏楽団やマーチングバンド、オーケストラの指導に携わった。1934年から1948年までイリノイ大学の副指揮者を務めた後、1948年からアルバート・オースティン・ハーディング（en:Albert Austin Harding）の跡を継いで2代目の指揮者となり、1970年に引退するまで36年に渡ってイリノイ大学バンドを指揮し、その発展に貢献した。
イリノイ大学バンドでは約120名の大編成のシンフォニックバンドのために、管弦楽の大曲を中心にクラシック音楽からの吹奏楽編曲を数多く手がけた。

## 主要作品

### 吹奏楽編曲
- ボロディン：だったん人の踊り
- ブラームス：交響曲第1番、大学祝典序曲、ハイドンの主題による変奏曲
- ドヴォルザーク：交響曲第9番「新世界より」
- リスト：レ・プレリュード
- ムソルグスキー：展覧会の絵、禿山の一夜
- リムスキー＝コルサコフ：シェヘラザード、スペイン奇想曲
- サン＝サーンス：交響曲第3番「オルガン付き」
- R.シュトラウス：ドン・フアン、ティル・オイレンシュピーゲルの愉快ないたずら、英雄の生涯、「サロメ」より「サロメの踊り（7つのヴェールの踊り）」
- チャイコフスキー：イタリア奇想曲、序曲「1812年」、幻想序曲「ロメオとジュリエット」
- ワーグナー：「タンホイザー」序曲、「リエンツィ」序曲、「さまよえるオランダ人」序曲、「ワルキューレ」より「ワルキューレの騎行」

## 著作
- HINDSLEY ON BANDS (The Gospel According to Mark)
- MY BANDS AND I (A Love Story)